# نیروگاه خورشیدی الهیه
نیروگاه خورشیدی مشهد اولین نیروگاه خورشیدی در شرق ایران محسوب می‌شود که شروع عملیات آن در سال ۱۳۸۹ شروع شد و فاز نخست آن در ۲۴ تیر ۱۳۹۰ به پایان رسید. برای نخستین فاز این نیروگاه، از ۲۱۶ صفحه خورشیدی ۲۰۰ واتی مجهز به سامانه ردیاب خورشید که توانایی تولید ۴۳٫۲ کیلووات برق را دارند استفاده شده‌است. برای اجرای این فاز ۳۰۰ میلیون تومان هزینه شده است.

با گذشت ۸۲۶ روز از افتتاح فاز نخست، این نیروگاه با ۱۰٬۱۰۱ ساعت کارکرد، بیش از ۲۱۹٬۸۴۳ کیلووات ساعت انرژی الکتریکی تولید کرد.

## افتتاح فاز دوم
فاز دوم این نیروگاه در ۷ آذر ۱۳۹۲ افتتاح شد. فاز دوم با ظرفیت ۲۱٫۶ کیلووات شامل ۱۰۸ عدد پانل ۲۰۰ واتی اجرا شد و هزینه اجرای این مرحله نیز ۱۷۵ میلیون تومان بوده‌است.

## افتتاح فاز سوم
فاز سوم این نیروگاه با ظرفیت ۴۳.۲ کیلووات در تاریخ ۱۳۹۳/۰۱/۲۲ افتتاح شد.